# Colégio Fibonacci
O Colégio Fibonacci, anteriormente conhecido como Colégio Elite Vale do Aço, é uma instituição de ensino fundamental segundo ciclo, ensino médio e pré-vestibular localizado em Ipatinga, Brasil. O colégio se destaca por sua qualificação no Exame Nacional do Ensino Médio.
Fundado em 2009, a escola está desde 2011 entre as 10 melhores do país e as três do estado no Enem, sendo a única que não pertence a uma capital a figurar por todos esses anos em destaque nacional.  Considerando este indicador e analisando as escolas em que no mínimo 60% dos alunos estudaram os três anos do ensino médio na mesma instituição - Índice de Permanência de 60% a 80% - o colégio de Ipatinga conquistou a 1ª colocação em Minas e a 3ª no Brasil.

## ENEM
Média das notas obtidas pelos alunos do Colégio Fibonacci na prova objetiva do ENEM dos anos de 2011 a 2020 (ranking nacional):
| Ano  | Ranking Nacional          |
| ---- | ------------------------- |
| 2011 | Entre as 10 primeiras     |
| 2012 | Entre as 10 primeiras     |
| 2013 | Entre as 10 primeiras     |
| 2014 | Entre as 10 primeiras     |
| 2015 | 3º                        |
| 2016 | 8º                        |
| 2017 | 10º                       |
| 2018 | 4º                        |
| 2019 | 5º                        |
| 2020 | a ser divulgado pelo INEP |